# Sigrid Rausing
Sigrid Maria Elisabet Rausing (Lund, 29 de enero de 1962) es una filántropa, antropóloga y editora sueca. Es fundadora del Sigrid Rausing Trust, una de las mayores fundaciones filantrópicas del Reino Unido, y propietaria de la revista Granta y Granta Books.

## Biografía
Rausing creció en Lund, Suecia, y estudió Historia en la Universidad de York entre 1983 y 1986. En 1987 obtuvo un máster en Antropología Social por el Antropología Social de la University College London, luego continuó con un doctorado centrado en la antropología postsoviética e hizo su trabajo de campo en una granja colectiva en Estonia, en 1993-1994. En 1997 obtuvo el doctorado en Antropología Social por el Departamento de  Antropología Social del University College de Londres, al que siguió un posdoctorado honorario en el mismo departamento.

## Trayectoria

### Escritora
La monografía de Rausing basada en su doctorado, History, Memory, and Identity in Post-Soviet Estonia: The End of a Collective Farm, fue publicada por Oxford University Press en 2004. El libro fue precedido de una serie de artículos en revistas académicas, entre ellas Ethnologie Française. Rausing escribe columnas ocasionales para el New Statesman, y sus artículos sobre derechos humanos han aparecido en The Guardian y The Sunday Times.
Everything Is Wonderful (Todo es maravilloso), un libro de memorias personales sobre su año en Estonia investigando los restos de la comunidad sueca estonia, fue publicado por Grove Atlantic en Estados Unidos y por Albert Bonniers Förlag en Suecia en la primavera de 2014. y fue preseleccionado para el Premio Ondaatje de la Royal Society of Literature. Rausing también es autora de Mayhem: A Memoir (2017), que fue preseleccionado para el Wellcome Book Prize en 2018.

### Editora
En la primavera de 2005, junto con su marido Eric Abraham y el editor Philip Gwyn-Jones, fundó la editorial Portobello Books, y ese otoño Rausing adquirió Granta, una revista literaria, y su rama editorial de libros. Ahora es la editora tanto de la revista Granta como de Granta Books, incluido su sello Portobello Books. En el número 164 de la revista Granta, de la que era editora desde 2013, anunció que Thomas Meaney asumiría la dirección a partir del número de otoño de 2023.

## Reconocimientos
En 2010, Rausing fue nombrada miembro honorario de la London School of Economics.
En febrero de 2013, Rausing fue considerada una de las 100 mujeres más poderosas del Reino Unido por el programa Woman's Hour de la BBC Radio 4.
En enero de 2014 fue investida doctora honoris causa por la Universidad de York, de la que también recibió la beca Morrell, y en junio de 2014 fue elegida miembro honorario del St Antony's College de Oxford.
En enero de 2016, Rausing fue la invitada del programa Desert Island Discs de la BBC Radio 4. Su elección musical favorita fue "Études Op. 10, No. 1 en do mayor" de Chopin. Otras canciones elegidas fueron: "Hallelujah" de kd lang, " The Vatican Rag " de Tom Lehrer, " Bird on the Wire " de Leonard Cohen, "Sister Rosetta Goes Before Us" de Alison Krauss y Robert Plant, "The Last Goodbye" de The Kills, "I Get a Kick Out of You" de Ella Fitzgerald, y "Le Cygne (El cisne)" de Camille Saint-Saëns. Su libro preferido fue Mansfield Park, de Jane Austen, y su objeto de lujo, la Biblioteca Británica.
En 2016, la Universidad de Kent le concedió el título honorífico de Doctora en Letras en reconocimiento a su contribución a la filantropía y las publicaciones.
En 2020, Rausing fue elegida miembro de la Royal Society of Literature (FRSL), y en 2021 recibió el título de Doctora Honoris Causa en Literatura (DLit) por el University College de Londres.

## Filantropía
Rausing creó la fundación benéfica Sea Foundation en 1988. En 1996, transfirió los fondos al Ruben and Elisabeth Rausing Trust, que lleva el nombre de sus abuelos; el fideicomiso pasó a llamarse Sigrid Rausing Trust en 2003, y en 2014 había distribuido aproximadamente 208,3 millones de libras a organizaciones de derechos humanos de todo el mundo.
En 2004, fue galardonada con el International Service Human Rights Award, en la categoría de Defensora Mundial de los Derechos Humanos. En 2005 ganó el Premio Especial Beacon a la Filantropía. y en 2006 fue galardonada con el premio "Changing the Face of Philanthropy" de la Women's Funding Network.
Rausing es juez del jurado del Premio Per Anger para defensores de los derechos humanos, y miembro emérito de la junta directiva de la Orden de la Cuchara de té, una organización sueca contra el extremismo político y religioso.
Fue jurado de los Amnesty International Media Awards en 2009 y 2010 Es miembro emérito del consejo internacional de Human Rights Watch y del consejo asesor de la Coalición por la Corte Penal Internacional.
Fue fideicomisaria de Charleston, en Sussex, el museo que había sido hogar de Duncan Grant y Vanessa Bell.
En 2012, fue jurado de los premios Index on Censorship Media Awards.
Rausing es partidaria de Hope Not Hate, un grupo de defensa del Reino Unido que hace campaña contra el racismo y el fascismo. El 1 de diciembre de 2018, el Sigrid Rausing Trust comenzó una subvención de 450.000 libras durante tres años a Hope Not Hate. En ese momento, Hope Not Hate había recibido 615.000 libras del Sigrid Rausing Trust.

## Vida personal
El primer matrimonio de Rausing con Dennis Hotz, editor y marchante de arte sudafricano, terminó en divorcio. En 2003, se casó con el productor de cine, teatro y televisión Eric Abraham, nacido en Sudáfrica. Son propietarios de Aubrey House, en Holland Park, y de la finca Coignafearn, en Monadh Liath, en las Tierras Altas de Escocia.

## Publicaciones

### Como autora
- History, Memory, and Identity in Post-Soviet Estonia: The End of a Collective Farm.[32]
- Everything is Wonderful: Memories of a Collective Farm in Estonia.[33]
- Mayhem : a memoir. Hamish Hamilton. 2017. ISBN 978-0-241-25926-9.

### Como editora
- After the War. Granta 125. Granta. 2013. ISBN 9781905881710.
- American Wild. Granta 128. Granta. 2014. ISBN 9781905881819.
- Do You Remember. Granta 126. Granta. 2014. ISBN 9781905881796.